# Hal Hartley
Hal Hartley (* 3. listopadu 1959) je americký filmový režisér a scenárista, klíčová postava nezávislého filmu 80. a 90. let.
Narodil se v Lindenhurst na newyorském Long Islandu. Studoval umění na Massachusetts College of Art and Design v Bostonu a později se účastnil filmařského programu na Státní univerzitě v Purchase. Svůj první film, The Unbelievable Truth (1989), natočil s malým rozpočtem na svém rodném Long Islandu. Ve své vůbec první filmové roli se v něm představila Adrienne Shelly, která hrála i v jeho následujícím celovečerním filmu Trust (1990). Kromě celovečerních filmů natočil řadu krátkých filmů a režíroval osm epizod seriálu Red Oaks (2015–2017). Je autorem divadelní hry Soon, inspirované konfliktem ve Waco mezi sektou Davidiánů a FBI.
Je rytířem francouzského Řádu umění a literatury (1996). V letech 2001 až 2004 přednášel na Harvardově univerzitě.

## Filmografie (výběr)
- The Unbelievable Truth (1989)
- Trust (1990)
- Theory of Achievement (1991)
- Surviving Desire (1991)
- Simple Men (1992)
- Amateur (1994)
- Flirt (1995)
- Henry Fool (1997)
- The Book of Life (1998)
- No Such Thing (2001)
- The Girl from Monday (2005)
- Fay Grim (2006)
- Meanwhile (2011)
- Ned Rifle (2014)
- My America (2014)